# アドマイヤマックス
アドマイヤマックス（欧字名:Admire Max、1999年4月10日 - 2023年2月12日）は、日本の競走馬、種牡馬。
2005年の高松宮記念（GI）優勝馬である。その他の勝ち鞍に、2001年の東京スポーツ杯2歳ステークス（GIII）2004年の富士ステークス（GIII）。

## 競走馬時代

### 2001年 - 2002年
2001年にデビューして新馬戦を勝利、続いて東京スポーツ杯2歳ステークスでは、ローエングリンに次ぐ2番人気で出走、後方から大外に持ち出して、先行馬をかわして後続に2馬身半差を広げて勝利。母ダイナシュートと同じ、デビューから2戦目での重賞タイトルだった。陣営はこの時点で「クラシックを狙える器」だとしていた。続いてラジオたんぱ杯2歳ステークスに出走するが、大外を追い込んできたもののメガスターダムにわずか届かず3着に敗れる。
2002年のクラシックシーズンを迎えた矢先に右橈骨遠位端骨折を発症し戦線離脱、春のクラシック戦線は全休となる。秋のセントライト記念で復帰し、2着と好走。続く菊花賞では2番人気に支持されるが、11着と大敗。続く京阪杯で3着に入ったが、レース後に今度は左橈骨遠位端骨折が判明して手術が行われ、再び戦線からの離脱を余儀なくされる。

### 2003年 - 2005年
故障が癒え、2003年は休み明けの安田記念が初戦となり、6番人気ながら好位追走、直線は叩き合いを制していったん抜け出したもののアグネスデジタルに差されクビ差の2着に惜敗。関屋記念、セントウルステークスでの善戦を経てスプリンターズステークスではデュランダルの3着。暮れにはローエングリン、テレグノシスとともに香港マイルへ出走し、4着に踏ん張る。
翌2004年は春シーズンを全休し、休み明け2戦目の富士ステークスで約3年ぶりの勝利を挙げる。続くマイルチャンピオンシップとCBC賞は6着、5着と振るわず、2005年は年明け初戦として初のダート戦となる根岸ステークスに出走するも後方の位置取りのまま見せ場なくメイショウボーラーの14着と大敗。芝に戻って阪急杯でキーンランドスワンの4着と持ち直した後、高松宮記念を迎える。
5度目となった武豊の手綱により4番人気で臨んだ高松宮記念では、カルストンライトオの逃げを他馬がマークする展開となり、メイショウボーラーらが後退する中で馬群から伸びてきた1番人気プレシャスカフェを直線半ばで捕まえ、さらに外から追い込んできたキーンランドスワンの追撃を2馬身2分の1差押さえて、ついに念願のGI初勝利を挙げた。しかし、その後のレースでは京王杯スプリングカップでは4着に踏みとどまったものの、安田記念は武豊も首をかしげる12着大敗に終わり、秋競馬を迎えてスプリンターズステークスではサイレントウィットネスの3着。マイルチャンピオンシップ6着を経てラストランとなった香港スプリントでは、2番人気に推され中団追走からレースを進めたが直線伸びず香港馬ナチュラルブリッツの11着と大敗を喫し、これを最後に引退した。
翌年の1月16日には、ノーザンホースパークで同じく2005年で引退したアドマイヤドン、アドマイヤグルーヴとの合同引退式が行われた。

## 競走成績
以下の内容は、netkeiba.com、JBISサーチおよび香港賽馬會の情報に基づく。
| 年月日     | 競馬場 | 競走名             | 格   | 距離（馬場）  | 頭 数 | 枠 番 | 馬 番 | オッズ（人気） | 着順 | タイム （上り3F） | 着差 | 騎手       | 斤量   | 勝ち馬/（2着馬）       |
| ---------- | ------ | ------------------ | ---- | ------------- | ----- | ----- | ----- | -------------- | ---- | ----------------- | ---- | ---------- | ------ | ---------------------- |
| 2001.10.13 | 京都   | 2歳新馬            |      | 芝1600m（良） | 8     | 8     | 8     | 04.１（3人）   | 1着  | 1:36.1 (35.0)     | -0.7 | 福永祐一   | 53kg   | （メイショウトキムネ） |
| 0000.11.17 | 東京   | 東京スポーツ杯2歳S | GIII | 芝1800m（良） | 18    | 8     | 16    | 04.8（2人）    | 1着  | 1:48.2 (35.4)     | -0.6 | 福永祐一   | 55kg   | （マチカネアカツキ）   |
| 0000.12.22 | 阪神   | ラジオたんぱ杯2歳S | GIII | 芝2000m（良） | 16    | 2     | 4     | 01.4（1人）    | 3着  | 2:03.5 (34.7)     | -0.1 | 福永祐一   | 55kg   | メガスターダム         |
| 2002.09.15 | 新潟   | セントライト記念   | GII  | 芝2200m（良） | 17    | 5     | 9     | 03.1（1人）    | 2着  | 2:13.1 (34.6)     | -0.2 | 後藤浩輝   | 56kg   | バランスオブゲーム     |
| 0000.10.20 | 京都   | 菊花賞             | GI   | 芝3000m（良） | 18    | 8     | 18    | 04.8（2人）    | 11着 | 3:08.1 (37.3)     | -2.2 | 後藤浩輝   | 57kg   | ヒシミラクル           |
| 0000.11.23 | 京都   | 京阪杯             | GIII | 芝1800m（良） | 15    | 4     | 6     | 01.8（1人）    | 3着  | 1:45.5 (34.5)     | -0.2 | 後藤浩輝   | 55kg   | サイドワインダー       |
| 2003.06.08 | 東京   | 安田記念           | GI   | 芝1600m（良） | 18    | 8     | 16    | 18.6（6人）    | 2着  | 1:32.1 (34.0)     | -0.0 | 武豊       | 58kg   | アグネスデジタル       |
| 0000.08.03 | 新潟   | 関屋記念           | GIII | 芝1600m（良） | 16    | 2     | 3     | 01.6（1人）    | 3着  | 1:32.0 (34.4)     | -0.2 | 後藤浩輝   | 56kg   | オースミコスモ         |
| 0000.09.14 | 阪神   | セントウルS        | GIII | 芝1200m（良） | 13    | 5     | 7     | 04.6（3人）    | 4着  | 1:08.2 (33.9)     | -2.9 | 福永祐一   | 56kg   | テンシノキセキ         |
| 0000.10.05 | 中山   | スプリンターズS    | GI   | 芝1200m（良） | 15    | 7     | 13    | 05.1（2人）    | 3着  | 1:08.2 (33.7)     | -0.2 | 武豊       | 57kg   | デュランダル           |
| 0000.12.14 | 沙田   | 香港マイル         | GI   | 芝1600m（GF） | 14    | 14    | 4     | 06.7（3人）    | 4着  | 1:34.60 (-)       | -0.3 | 福永祐一   | 126lbs | Lucky Owners           |
| 2004.10.02 | 阪神   | ポートアイランドS  | OP   | 芝1600m（良） | 10    | 8     | 10    | 01.7（1人）    | 4着  | 1:33.9 (34.6)     | -0.2 | 赤木高太郎 | 56kg   | ニューベリー           |
| 0000.10.23 | 東京   | 富士S              | GIII | 芝1600m（良） | 14    | 1     | 1     | 02.3（1人）    | 1着  | 1:33.2 (34.3)     | -0.2 | 武豊       | 56kg   | （モノポール）         |
| 0000.11.21 | 京都   | マイルCS           | GI   | 芝1600m（良） | 16    | 6     | 12    | 12.7（6人）    | 6着  | 1:33.7 (34.9)     | -0.7 | 武幸四郎   | 57kg   | デュランダル           |
| 0000.12.19 | 中京   | CBC賞              | GII  | 芝1200m（良） | 16    | 8     | 16    | 05.2（2人）    | 5着  | 1:08.4 (34.1)     | -0.2 | 武幸四郎   | 57kg   | プレシャスカフェ       |
| 2005.01.29 | 東京   | 根岸S              | GIII | ダ1400m（良） | 16    | 2     | 4     | 06.6（2人）    | 14着 | 1:25.4 (36.9)     | -2.4 | 武豊       | 57kg   | メイショウボーラー     |
| 0000.02.27 | 阪神   | 阪急杯             | GIII | 芝1200m（良） | 16    | 8     | 15    | 05.0（2人）    | 4着  | 1:08.6 (33.8)     | -0.1 | 福永祐一   | 57kg   | キーンランドスワン     |
| 0000.03.27 | 中京   | 高松宮記念         | GI   | 芝1200m（良） | 18    | 8     | 18    | 11.8（4人）    | 1着  | 1:08.4 (34.6)     | -0.4 | 武豊       | 57kg   | （キーンランドスワン） |
| 0000.05.15 | 東京   | 京王杯スプリングC  | GII  | 芝1400m（良） | 18    | 7     | 13    | 05.6（4人）    | 4着  | 1:21.1 (34.6)     | -0.8 | 武豊       | 59kg   | アサクサデンエン       |
| 0000.06.05 | 東京   | 安田記念           | GI   | 芝1600m（良） | 18    | 7     | 13    | 07.6（4人）    | 12着 | 1:33.0 (34.9)     | -0.7 | 武豊       | 58kg   | アサクサデンエン       |
| 0000.10.02 | 中山   | スプリンターズS    | GI   | 芝1200m（良） | 16    | 6     | 12    | 10.7（3人）    | 3着  | 1:07.6 (33.4)     | -0.3 | 武豊       | 57kg   | サイレントウィットネス |
| 0000.11.20 | 京都   | マイルCS           | GI   | 芝1600m（良） | 17    | 1     | 2     | 24.9（6人）    | 6着  | 1:32.5 (33.9)     | -0.4 | 武豊       | 57kg   | ハットトリック         |
| 0000.12.11 | 沙田   | 香港スプリント     | GI   | 芝1000m（GF） | 12    | 4     | 2     | 04.6（2人）    | 11着 | 0:58.6 (-)        | -1.0 | 上村洋行   | 126lbs | Natural Blitz          |

- 香港マイル、香港スプリントのオッズおよび人気は、香港賽馬會によるもの。また、「Draw」が枠番、「Horse No.」が馬番に該当。
- 馬場状態：GF=Good to firm

## 種牡馬時代
2006年、春よりビッグレッドファームで種牡馬となり、84頭に種付けを行った。2007年9月11日にブリーダーズスタリオンステーションに移動。ステイゴールドと2年ごとに互いの供用場所を交換する契約となっており、初めてブリーダーズスタリオンステーションで過ごすことになる。
2009年に初年度産駒デビュー。6月20日札幌競馬場の新馬戦でコスモソルスティスが制し、JRA・地方通じて産駒勝ち上がり第1号となった。さらに2011年9月4日にはモンストールが新潟2歳ステークスを制し、産駒の重賞初制覇を飾っている。
アドマイヤコスモスが後継種牡馬として種牡馬入りする予定だったが、引退の原因となった骨折が悪化し、種牡馬入り直前に予後不良となった。
2022年1月1日付で用途変更。以降は功労馬としてビッグレッドファームに引き続き繋養されていたが、2023年2月12日、同施設で事故のため死亡した。24歳没。事故の詳細は明かされていない。

### 主な産駒

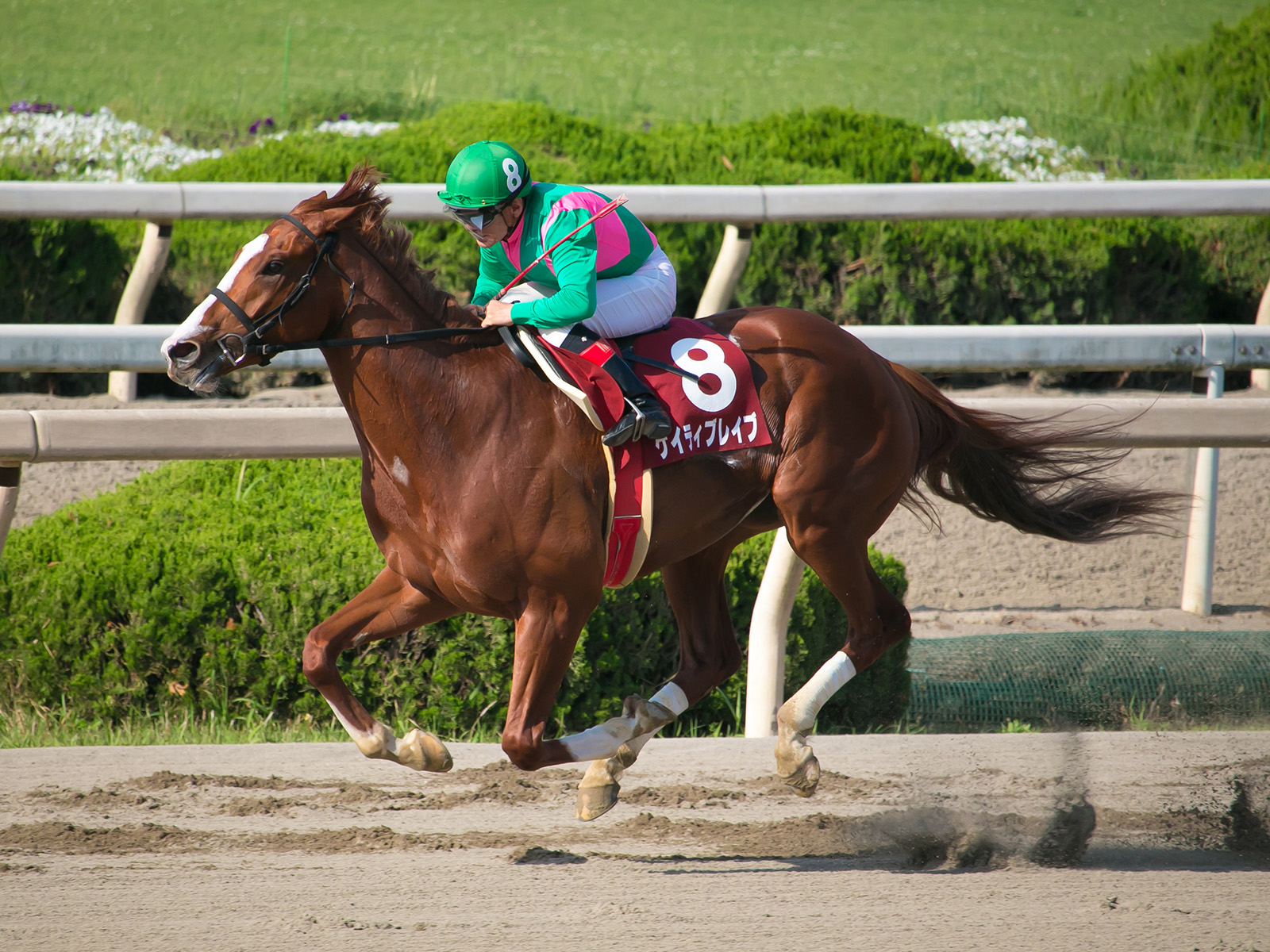
ケイティブレイブ（2013年産）

#### グレード制重賞優勝産駒
- 2007年産
  - アドマイヤコスモス（福島記念）[38][5]
- 2008年産
  - メイショウマシュウ（根岸ステークス）[39][5]
- 2009年産
  - モンストール（新潟2歳ステークス）[40][5]
- 2010年産
  - ショウナンアポロン（マーチステークス）[41][5]
- 2013年産
  - ケイティブレイブ (帝王賞、川崎記念、JBCクラシック、兵庫チャンピオンシップ、浦和記念2回、ダイオライト記念、白山大賞典、名古屋大賞典、日本テレビ盃)[42][5]

#### 地方重賞優勝産駒
- 2007年産
  - ドリームフォワード（桂樹杯）[43]
- 2009年産
  - ナガラオリオン（金沢スプリングカップ）[44]
- 2011年産
  - エトワールドロゼ（加賀友禅賞、読売レディス杯）[45]
- 2013年産
  - ケイティマーヤ（加賀友禅賞）[46]
- 2015年産
  - サウスアメリカン（百万石賞）[47]
- 2016年産
  - スターキャデラック（北日本新聞杯）[48]

### 母の父としての産駒

#### 地方重賞優勝産駒
- 2014年産
  - ダンストンレガーメ（知床賞、あやめ賞、日高賞）- 父フリオーソ[49]
- 2015年産
  - エリザベスセーラ（カペラ賞）- 父ロードバリオス[50]

- 2018年産
  - ムエックス（川崎マイラーズ、オグリキャップ記念）- 父アジアエクスプレス[51]

## 血統表
| アドマイヤマックスの血統                          | アドマイヤマックスの血統                         | アドマイヤマックスの血統             | （血統表の出典）                     | （血統表の出典） |
| 父系                                              | サンデーサイレンス系（ヘイロー系）               | サンデーサイレンス系（ヘイロー系）   | サンデーサイレンス系（ヘイロー系）   | [ § 2 ]          |
| 父 *サンデーサイレンス Sunday Silence 1986 青鹿毛 | 父の父Halo 1969 黒鹿毛                           | Hail to Reason                       | Turn-to                              | Turn-to          |
| 父 *サンデーサイレンス Sunday Silence 1986 青鹿毛 | 父の父Halo 1969 黒鹿毛                           | Hail to Reason                       | Nothirdchance                        |                  |
| 父 *サンデーサイレンス Sunday Silence 1986 青鹿毛 | 父の父Halo 1969 黒鹿毛                           | Cosmah                               | Cosmic Bomb                          | Cosmic Bomb      |
| 父 *サンデーサイレンス Sunday Silence 1986 青鹿毛 | 父の父Halo 1969 黒鹿毛                           | Cosmah                               | Almahmoud                            |                  |
| 父 *サンデーサイレンス Sunday Silence 1986 青鹿毛 | 父の母Wishing Well 1975 鹿毛                     | Understanding                        | Promised Land                        | Promised Land    |
| 父 *サンデーサイレンス Sunday Silence 1986 青鹿毛 | 父の母Wishing Well 1975 鹿毛                     | Understanding                        | Pretty Ways                          |                  |
| 父 *サンデーサイレンス Sunday Silence 1986 青鹿毛 | 父の母Wishing Well 1975 鹿毛                     | Mountain Flower                      | Montparnasse                         | Montparnasse     |
| 父 *サンデーサイレンス Sunday Silence 1986 青鹿毛 | 父の母Wishing Well 1975 鹿毛                     | Mountain Flower                      | Edelweiss                            |                  |
| 母 ダイナシュート 1982 栗毛                       | 母の父*ノーザンテースト Northern Taste 1971 栗毛 | Northern Dancer                      | Nearctic                             | Nearctic         |
| 母 ダイナシュート 1982 栗毛                       | 母の父*ノーザンテースト Northern Taste 1971 栗毛 | Northern Dancer                      | Natalma                              |                  |
| 母 ダイナシュート 1982 栗毛                       | 母の父*ノーザンテースト Northern Taste 1971 栗毛 | Lady Victoria                        | Victoria Park                        | Victoria Park    |
| 母 ダイナシュート 1982 栗毛                       | 母の父*ノーザンテースト Northern Taste 1971 栗毛 | Lady Victoria                        | Lady Angela                          |                  |
| 母 ダイナシュート 1982 栗毛                       | 母の母シャダイマイン 1973 黒鹿毛                 | *ヒッティングアウェー Hitting Away   | Ambiorix                             | Ambiorix         |
| 母 ダイナシュート 1982 栗毛                       | 母の母シャダイマイン 1973 黒鹿毛                 | *ヒッティングアウェー Hitting Away   | Striking                             |                  |
| 母 ダイナシュート 1982 栗毛                       | 母の母シャダイマイン 1973 黒鹿毛                 | *ファンシミン Fancimine              | Determine                            | Determine        |
| 母 ダイナシュート 1982 栗毛                       | 母の母シャダイマイン 1973 黒鹿毛                 | *ファンシミン Fancimine              | Fanciful Miss                        |                  |
| 母系(F-No.)                                       | ファンシミン系(FN:9-f)                           | ファンシミン系(FN:9-f)               | ファンシミン系(FN:9-f)               | [ § 3 ]          |
| 5代内の近親交配                                   | Almahmoud4×5、Lady Angela4･5（母内）             | Almahmoud4×5、Lady Angela4･5（母内） | Almahmoud4×5、Lady Angela4･5（母内） | [ § 4 ]          |
| 出典                                              | 1. 2. 3. 4.                                      | 1. 2. 3. 4.                          | 1. 2. 3. 4.                          | 1. 2. 3. 4.      |

- 全姉マストビーラヴドの産駒にラインクラフト（桜花賞、NHKマイルカップほか）、アドマイヤロイヤル（プロキオンステークス）姉弟がいる
- 母ダイナシュートの全姉（伯母）に重賞2勝のダイナマインがおり、その産駒（従兄）に1993年・1994年のJRA賞最優秀障害馬ブロードマインド、孫に2011年北海道スプリントカップ勝ち馬のマルカフリートがいる。